# Synalpheus pectiniger
Synalpheus pectiniger is een garnalensoort uit de familie van de Alpheidae. De wetenschappelijke naam van de soort is voor het eerst geldig gepubliceerd in 1907 door Coutière.